# Grammy Award du meilleur album de comédie musicale
Le Grammy Award du meilleur album de comédie musicale (Grammy Award for Best Musical Theater Album) est un prix qui récompense le meilleur album de l'année pour une comédie musicale américaine. Il existe depuis 1959.

## Palmarès
- 2000 : John McDaniel, Stephen Ferrera (producteurs) pour Annie Get Your Gun.
- 2001 : Frank Filipetti (ingénieur son & producteur), Guy Babylon, Paul Bogaev, Chris Montan (producteurs), Elton John (compositeur), Tim Rice (parolier)  pour Aïda.
- 2002 : Cynthia Daniels (technicien), Hugh Fordin (producteur), Mel Brooks (compositeur/parolier) pour The Producers.
- 2003 : Peter Karam (ingénieur son), Marc Shaiman (producteur, compositeur, parolier), Scott Wittman (parolier) pour Hairspray.
- 2004 : Todd Whitelock, Tom Lazarus (techniciens), Ken Hahn (technicien son), Jay David Saks (technicien son et producteur) pour Gypsy
- 2005 : Stephen Schwartz (producteur & compositeur/parolier) pour Wicked
- 2006 : John Du Prez et Eric Idle (producteurs & compositeurs), Eric Idle (parolier) pour Monty Python's Spamalot
- 2007 : Bob Gaudio (producteur et compositeur), Bob Crewe (parolier) pour Jersey Boys
- 2008 : Duncan Sheik (producteur et compositeur), Steve Sater (parolier) pour L'Éveil du printemps
- 2009 : Kurt Deutsch, Alex Lacamoire, Andrés Levin, Lin-Manuel Miranda, Joel Moss & Bill Sherman (producteurs), Lin-Manuel Miranda (compositeur/parolier) pour In the Heights
- 2010 : David Caddick & David Lai (producteur), Leonard Bernstein (compositeur), Stephen Sondheim (parolier) pour West Side Story
- 2011 : Billie Joe Armstrong (producteur) pour American Idiot
- 2012 : Josh Gad et Andrew Rannells (principaux solistes), Anne Garefino, Robert Lopez, Stephen Oremus, Trey Parker, Scott Rudin & Matt Stone (producteurs), Robert Lopez, Trey Parker & Matt Stone (compositeur/parolier) pour The Book of Mormon
- 2013 : Steve Kazee et Cristin Milioti (principaux solistes) pour Once: A New Musical
- 2014 : Billy Porter et Stark Sands (principaux solistes) pour Kinky Boots
- 2015 : Jessie Mueller pour Beautiful: The Carole King Musical
- 2016 : Daveed Diggs, Renée Elise Goldsberry, Jonathan Groff, Christopher Jackson, Jasmine Cephas Jones, Lin-Manuel Miranda, Leslie Odom, Jr., Okieriete Onaodowan, Anthony Ramos et Phillipa Soo pour Hamilton
- 2017 : Danielle Brooks, Cynthia Erivo et Jennifer Hudson pour The Color Purple[1],[2]
- 2018 : Laura Dreyfuss, Mike Faist, Rachel Bay Jones, Kristolyn Lloyd, Michael Park, Ben Platt, Will Roland et Jennifer Laura Thompson (en) pour Dear Evan Hansen[3]
- 2019 : Etai Benson, Adam Kantor, Katrina Lenk et Ari'el Stachel (principaux solistes) pour The Band's Visit
- 2020 : Reeve Carney, André De Shields, Amber Gray, Eva Noblezada et Patrick Page (principaux solistes) ; Mara Isaacs, David Lai, Anaïs Mitchell et Todd Sickafoose (producteurs); Anaïs Mitchell (compositrice et parolière) pour Hadestown
- 2021 : Kathryn Gallagher, Celia Rose Gooding, Lauren Patten et Elizabeth Stanley (principaux solistes) ;  Glen Ballard et Alanis Morissette (paroliers), Neal Avron, Pete Ganbarg, Tom Kitt, Michael Parker, Craig Rossen & Vivek J. Tiwary (producteurs) pour Jagged Little Pill
- 2022 : Emily Bear (productrice), Abigail Barlow et Emily Bear (compositrices et parolières pour The Unofficial Bridgerton Musical[4]
- 2023 : Sara Bareilles, Brian d'Arcy James, Patina Miller et Phillipa Soo· Rob Berman et Sean Patrick Flahaven (producteurs) pour Into the Woods (2022 Broadway Cast Recording)
- 2024 : Christian Borle, J. Harrison Ghee, Adrianna Hicks et NaTasha Yvette Williams· Scott Wittman (parolier); Marc Shaiman (compositeur et parolier)· Mary-Mitchell Campbell, Bryan Carter, Scott M. Riesett, Charlie Rosen et Marc Shaiman (producteurs) pour Some Like It Hot (Original Broadway Cast)
- 2025 : Hell’s Kitchen[5]